# Reetta Hurske
Reetta Hurske (Ikaalinen, 15 mei 1995) is een Fins atlete die gespecialiseerd is in de 60 en 100 meter horden. Tijdens de Europese kampioenschappen indooratletiek 2023 won Hurske de gouden medaille op de 60 meter horden. Daarnaast nam Hurske deel aan de Olympische Zomerspelen 2020 en de Olympische Zomerspelen 2024. Op de 60 meter horden is Hurske nationaal recordhouder met 7,79 seconden.